# Otto Leske
Otto Hermann Emanuel Franz Leske (* 20. Februar 1884 in Gleiwitz, Oberschlesien; † 14. Januar 1941) war Stadtbaurat in Danzig und Dresden.

## Leben und Wirken
Otto Leske besuchte eine Schule in Berlin und legte 1902 das Abitur am Joachimsthalschen Gymnasium ab. Danach arbeitete er kurze Zeit und begann dann ein Studium zum Bauingenieur an der Technischen Hochschule in Charlottenburg bei Berlin. 1908 absolvierte er dort sein Diplom. Es folgte eine halbjährige Ausbildung zum Regierungsbauführer und noch im selben Jahr eine Assistentenstelle an der Technischen Hochschule in Danzig für Statik und Eisenbeton, die er bis 1913 innehatte. 1914 promovierte er und war danach als Bauingenieur in der Privatwirtschaft tätig.
Otto Leske wurde Stadtbaurat in Danzig (oder Zoppot?) und wurde 1920 in den ersten Senat der Freien Stadt Danzig als hauptamtlicher Senator für öffentliche Arbeiten berufen. In dieser Zeit lebte er in Zoppot, das auch zum Gebiet des Freistaates Danzig gehörte. 1927 oder 1928 endete diese Tätigkeit.
Von 1930 bis 1937 war Otto Leske Stadtbaurat in Dresden. Er war dort auch Vorstandsmitglied der Mitteldeutschen Luftverkehrs A. G.
Sein Grab befindet sich auf dem Waldfriedhof Weißer Hirsch. 